# Moviment de la Reconstrucció Rural
El Moviment de la Reconstrucció Rural va començar als anys 20 del segle xx a partir de la tasca de diversos intel·lectuals entre els quals destacaren James Yen Liang Shuming preocupats per la situació del camp i dels pobles de zones rurals de la Xina davant i els reptes que plantejava la nova República de la Xina. Aquest moviment va voler ser una tercera via davant la rivalitat entre els nacionalistes i els comunistes xinesos. Liang Shuming inicià una experiència a Zoping, província de Shandong amb la intenció de millorar les condicions de vida de la zona.
Arran de la invasió japonesa el moviment forma part de la resistència (1931) a les tropes imperials, Presents a la fundació de la Lliga Democràtica de la Xina però en el transcurs de la guerra civil entre el Kuomintang i el Partit Comunista de la Xina els seus líders són marginats, malgrat els seus esforços per fer de mediadors en el conflicte.
El 1948, James Yen, aconsegueix del Congrés nord-americà fons per tirar endavant laComissió Mixta Sino-estatunidenca de Reconstrucció Rural (xinès: 中國農村復興聯合委員會; pinyin: Zhōngguó Nóngcūn Fùxīng Liánhé Wěiyuánhuì) però, amb la fundació de la República Popular de la Xina, la comissió es traslladà a Taiwan on col·laborà en la reforma agrària de l'illa. A partir del 1990 un grup d'universitaris i reformistes han intentant rellançar un nou Moviment de Reconstrucció Rural al continent,